# Odette Joyeux
Pour les articles homonymes, voir Joyeux.
Odette Joyeux est une actrice française, née le 5 décembre 1914 à Paris 14e et morte le 26 août 2000 à Ollioules. Elle est également écrivaine et romancière.

## Biographie

### Carrière
Après avoir étudié la danse à l'école du Ballet de l'Opéra de Paris, elle commence une carrière au cinéma en 1930 et, parallèlement, au théâtre avec Louis Jouvet, dans Intermezzo en 1933.

### Vie privée
Mariée à l'acteur Pierre Brasseur en 1935, mère de Claude Brasseur et grand-mère d'Alexandre Brasseur, elle épouse en secondes noces Philippe Agostini en 1958.
Elle s'éloigne ensuite du cinéma pour se consacrer à la littérature. Elle est l'autrice de plusieurs romans, de pièces de théâtre, d'essais sur Nicéphore Niépce et sur la danse, et d'un roman pour la jeunesse évoquant la danse : Côté jardin, Mémoires d'un rat (1951), adapté à la télévision sous le titre L'Âge heureux.
En 1994, elle écrit ses mémoires, Entrée d'une artiste.
Une rose lui est dédiée en 1959 du nom d'Odette Joyeux.

### Décès
Odette Joyeux meurt d'une attaque cérébrale le 26 août 2000 à l'âge de 85 ans . Elle est enterrée au cimetière de Grimaud (Var) auprès de son mari Philippe Agostini.

## Filmographie

### Actrice

#### Cinéma
- 1930 : Une femme a menti de Charles de Rochefort
- 1930 : Le Secret du docteur de Charles de Rochefort : Suzy, la bonne
- 1931 : Jean de la Lune de Jean Choux et Michel Simon : figurante (non créditée)
- 1932 : Le Chien jaune de Jacques Tarride : (non créditée)
- 1933 : Lac aux dames de Marc Allégret : Carla Lyssenhop
- 1935 : Le Chant de l'amour de Gaston Roudès : Tote
- 1936 : Hélène de Jean Benoît-Lévy et Marie Epstein : Françoise
- 1936 : Valse éternelle de Max Neufeld : Sophie
- 1936 : Une femme qui se partage de Maurice Cammage : Léa
- 1937 : Trois Artilleurs au pensionnat de René Pujol : Micheline
- 1938 : La Glu de Jean Choux : Naïk
- 1938 : Entrée des artistes de Marc Allégret : Cécilia Prieur
- 1938 : Grisou de Maurice de Canonge : Madeleine
- 1938 : Altitude 3200 de Jean Benoît-Lévy et Marie Epstein : Zizi
- 1941 : Notre-Dame de la Mouise de Robert Péguy : la môme
- 1941 : Le Mariage de Chiffon de Claude Autant-Lara : Corysande dite « Chiffon »
- 1942 : Le Lit à colonnes de Roland Tual : Marie-Dorée
- 1942 : Lettres d'amour de Claude Autant-Lara : Zélie Fontaine
- 1943 : Le Baron fantôme de Serge de Poligny : Elfy de Saint-Hélié
- 1943 : Douce de Claude Autant-Lara : Douce
- 1944 : Les Petites du quai aux fleurs de Marc Allégret : Rosine Grimaud
- 1945 : Échec au roy de Jean-Paul Paulin : Jeannette de Pincret
- 1946 : Leçon de conduite de Gilles Grangier Micheline
- 1946 : Messieurs Ludovic de Jean-Paul Le Chanois : Anne-Marie Vermeulen
- 1946 : Sylvie et le Fantôme de Claude Autant-Lara : Sylvie
- 1947 : Pour une nuit d'amour d'Edmond T. Gréville : Thérèse de Marsannes
- 1948 : Scandale de René Le Hénaff : Cécilia
- 1949 : Orage d'été de Jean Gehret : Marie-Blanche
- 1949 : Dernière Heure, édition spéciale de Maurice de Canonge : Andrée Coche
- 1949 : Vedettes en liberté de Jacques Guillon (court métrage)
- 1950 : La Ronde de Max Ophüls : Anna, la grisette
- 1952 : Saint-Tropez, devoirs de vacances de Paul Paviot (court métrage)
- 1955 : Si Paris nous était conté de Sacha Guitry : la passementière
- 1957 : Le Naïf aux quarante enfants de Philippe Agostini : Une mère d'un élève de troisième
- 1964 : Le Vrai visage de Thérèse de Lisieux de Philippe Agostini (court métrage)

#### Télévision
- 1951 : Le Château du carrefour de Philippe Agostini (téléfilm)
- 1960 : Rue de la Gaîté (série télévisée) : elle-même
- 1966 : L'Âge heureux (série télévisée) : Thérèse Nadal
- 1967 : La Bonne Peinture de Philippe Agostini (téléfilm) : narratrice
- 1973 : Témoignages (série télévisée), épisode Eve et l'inventeur de Philippe Agostini : Eve

### Scénariste
- 1951 : Le Château du carrefour de Philippe Agostini (téléfilm) (d’après sa pièce)
- 1956 : La Mariée est trop belle de Pierre Gaspard-Huit (dialoguiste, d'après son roman)
- 1957 : L'Amour est en jeu de Marc Allégret
- 1957 : Le Naïf aux quarante enfants de Philippe Agostini (dialoguiste)
- 1958 : Sois belle et tais-toi de Marc Allégret (adaptation)
- 1961 : Rencontres de Philippe Agostini (dialoguiste)
- 1966 : L'Âge heureux (série télévisée) (d'après son roman Côté jardin, Mémoires d'un rat)
- 1967 : La Bonne Peinture de Philippe Agostini (téléfilm)
- 1969 : Une veuve en or de Michel Audiard (idée originale)
- 1969 : Le Trésor des Hollandais (série télévisée)
- 1971 : La Petite fille à la recherche du printemps de Philippe Agostini (téléfilm)
- 1973 : Témoignages, épisode Eve et l’inventeur (série télévisée)
- 1975 : L'Âge en fleur (série télévisée)
- 1979 : Les Amours de la Belle Époque (série télévisée), épisode Le Mariage de Chiffon (adaptation, dialoguiste)
- 1981 : Les Amours des années folles (série télévisée), épisode Le Trèfle à quatre feuilles (adaptation)
- 1981 : Les Amours des années grises (série télévisée), épisode Joli coeur (adaptation)
- 1984 : Les Amours romantiques (série télévisée), épisode Laure et Adriani (adaptation)
- 1984 : Les Amours des années cinquante (série télévisée), épisode La Mariée était trop belle (adaptation, dialoguiste, d’après son roman)

## Théâtre

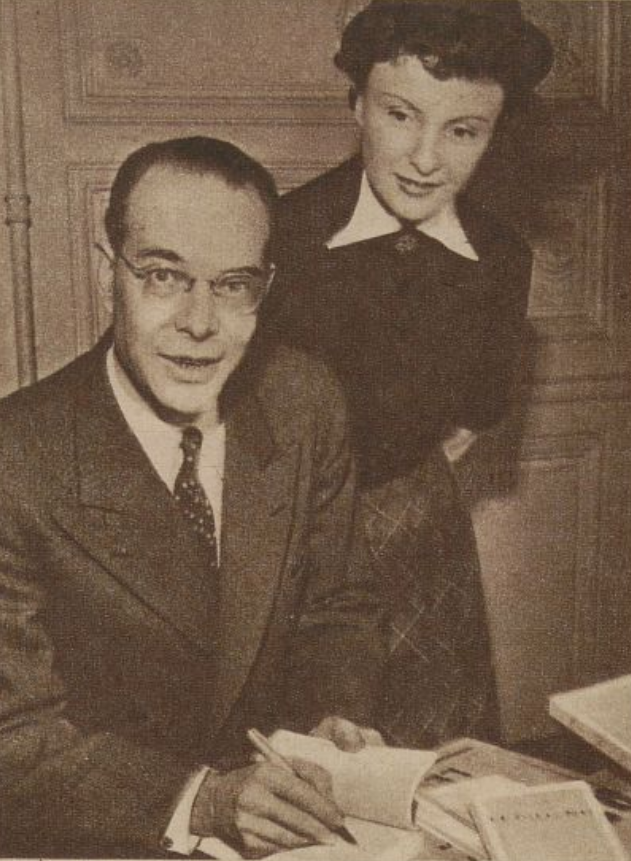
Robert Margerit et Odette Joyeux dans V du 16 décembre 1951.

### Dramaturge
- 1950 : Le Château du carrefour, pièce en deux actes et quatre tableaux, Théâtre des Mathurins (BNF 32292666)
- 1953 : L'Enfant de Marie, pièce en trois actes, Théâtre royal du Parc, Bruxelles

### Comédienne
- 1933 : Intermezzo de Jean Giraudoux, mise en scène Louis Jouvet, Comédie des Champs-Élysées
- 1934 : Un roi, deux dames et un valet de François Porché, Comédie des Champs-Élysées
- 1935 : Grisou de Pierre Brasseur, mise en scène René Rocher, théâtre du Vieux-Colombier
- 1935 : Dame nature d'André Birabeau, mise en scène Paulette Pax, théâtre de l'Œuvre
- 1936 : Le Pélican ou Une étrange famille de Francis de Croisset d'après Somerset Maugham, théâtre des Ambassadeurs
- 1937 : Altitude 3200 de Julien Luchaire, mise en scène Raymond Rouleau, théâtre de l'Étoile
- 1937 : L'Homme qui se donnait la comédie d'Emlyn Williams, mise en scène Pierre Brasseur, théâtre Antoine
- 1942 : Sylvie et le Fantôme d'Alfred Adam, mise en scène André Barsacq, théâtre de l'Atelier
- 1945 : Au petit bonheur de Marc-Gilbert Sauvajon, mise en scène Fred Pasquali, avec Jean Marchat, Sophie Desmarets, Gérard Philipe, théâtre Gramont
- 1955 : L’Amour fou ou la première surprise d'André Roussin, mise en scène de l'auteur, théâtre de la Madeleine
- 1959 : Mascarin de José-André Lacour, mise en scène Jean Négroni, théâtre Fontaine
- 1987 : Première Jeunesse de Christian Giudicelli, mise en scène Jean-Marc Grangier, théâtre La Bruyère

## Publications
- 1941 : Agathe de Nieuil-l'Espoir. Éditions Gallimard. Roman. Broché. 292 pages. Réédition en 1999, éditions du Pont-Neuf (Poitiers), 256 pages,  (ISBN 978-2-910351-21-2).
- 1951 : Côté jardin - Mémoires d'un rat. Éditeur : Gallimard. Roman. Broché. 217 pages.
- 1951 : Le Château du carrefour. Éditions Gallimard. Roman.
- 1952 : À cœur ouvert. Éditions Gallimard. 234 pages. Roman. Broché. 234 pages.
- 1954 : La mariée est trop belle. Éditeur : Pierre Horay, Collection Pschitt. Roman. Broché. 250 pages. Couverture illustrée par Françoise Estacky.
- 1956 : La Mariée ingénue. Éditeur : Pierre Horay, Collection Pschitt. Roman. Broché. 220 pages.
- 1962 : La Porte interdite. Société Nouvelle des Éditions G. P., Collection Rouge et Or souveraine. Illustrations de Michel Gourlier. 186 pages.
- 1964 : On demande secrétaire. Librairie académique Perrin. Roman. relié. 311 pages.
- 1966 : L'Âge heureux : le Journal de Delphine[5]. Hachette, Nouvelle Bibliothèque rose.
- 1967 : Le Monde merveilleux de la danse. Hachette. Relié.
- 1969 : Le Trésor des Hollandais. Hachette, collection Les Grands Livres Hachette. Illustrations de Philippe Daure.
- 1969 : Elle a tort Jacinthe de se pencher comme ça. Roman. Éditions Denoël.
- 1975 : Premiers pas, premier amour. Ariane Éditeur. Roman. 183 pages.
- 1977 : L’Âge en fleur[6], Hachette. 284 pages.
- 1977 : Le Beau Monde. Éditeur : Albin Michel. Roman.
- 1981 : Le XXe siècle de la danse. Hachette

Prix Dumas-Millier de l’Académie française 1982.
- 1990 : Niépce, le troisième Œil, Éditions Ramsay. Essai

Prix Goncourt de la biographie de l'Académie Goncourt 1991
- 1994 : Entrée d'une artiste. Éditions Payot, coll. Documents. Roman autobiographique. Broché. 401 pages

Prix Anna-de-Noailles de l’Académie française 1995

### Adaptations à la télévision
- 1951 : Le Château du carrefour, téléfilm français réalisé par Philippe Agostini, adaptation de la pièce de théâtre du même nom
- 1966 : L'Âge heureux, feuilleton télévisé français, en 8 épisodes de 26 minutes, réalisé par Philippe Agostini, adaptation du roman Côté jardin, Mémoires d'un rat (1951)[2]. Le succès du feuilleton amène une suite télévisée tournée en 1975 (voir ci-dessous)
- 1975 : L'Âge en fleur, feuilleton télévisé français, en 16 épisodes de 26 minutes, réalisé par Philippe Agostini

## Distinctions

### Décorations
- Officière de l'ordre national du Mérite (1994)
- Officière de la Légion d'honneur (1998)

### Hommage
- Une rose lui a été dédiée en 1959, la variété Odette Joyeux[7].